# 박소정 (1994년)
박소정(1994년 11월 19일 ~ )은 대한민국의 배우이다.

## 방송
- 미스코리아 2020 (2020) - Top37

## 공연
- 오백에 삼십 - 서울 (2018)
- 리미트 - 서울 (2020)
- 행오버 - 서울 (2021)
- 사랑, 11분전 (2021)
- 진짜나쁜소녀 (2022)

## 경력
- 현대캐피탈 스카이워커스 응원단 치어리더 (2020)
- 롯데 자이언츠 응원단 치어리더 (2020)
- 대전 하나시티즌 응원단 치어리더 (2020)
- 프로당구 PBA 투어 응원단 치어리더 (2019)
- 부천 KEB하나은행 응원단 치어리더 (2019)
- 서울 SK 나이츠 응원단 치어리더 (2019)
- 마카오 터리픽12 응원단 치어리더 (2019)

## 수상
- 제30회 대한민국 문화연예대상 연극부문 신인상 (2022)
- 미스코리아 선발대회 경기인천 선 (2020)
- 미스투어리즘월드 5위 (2018)
- 더 퀸 오브 코리아 위너 (2018)